# Cachkalandż
Cachkalandż – wieś w Armenii, w prowincji Armawir. W 2011 roku liczyła 1283 mieszkańców.